# Cerioporus squamosus
Cerioporus squamosus, también conocido como Polyporus squamosus, es un hongo basidiomiceto, con nombres comunes como silla de montar de la dríade y seta de espalda de faisán.
Tiene una amplia distribución, encontrándose en América del Norte, Australia, Asia y Europa, donde causa una podredumbre blanca en el duramen de los árboles de madera dura vivos y muertos. El nombre "silla de montar de la dríade" se refiere a las criaturas de la mitología griega llamadas dríades, que podrían caber y cabalgar sobre esta seta, mientras que la analogía de la espalda de faisán se deriva del patrón de colores del soporte que coincide con el de la espalda de un faisán.

## Etimología
Squamosus proviene del latín squamosus, que significa cubierto de escamas o escamoso, en referencia a las características escamas de color marrón oscuro que se encuentran en el sombrero del hongo.

## Taxonomía
La especie fue descrita por el botánico británico William Hudson en 1778, que la denominó Boletus squamosus. Quélet le dio su nombre actual en 1886, pero sigue siendo ampliamente conocido por el nombre dado por Elias Magnus Fries, Polyporus squamosus.

## Descripción

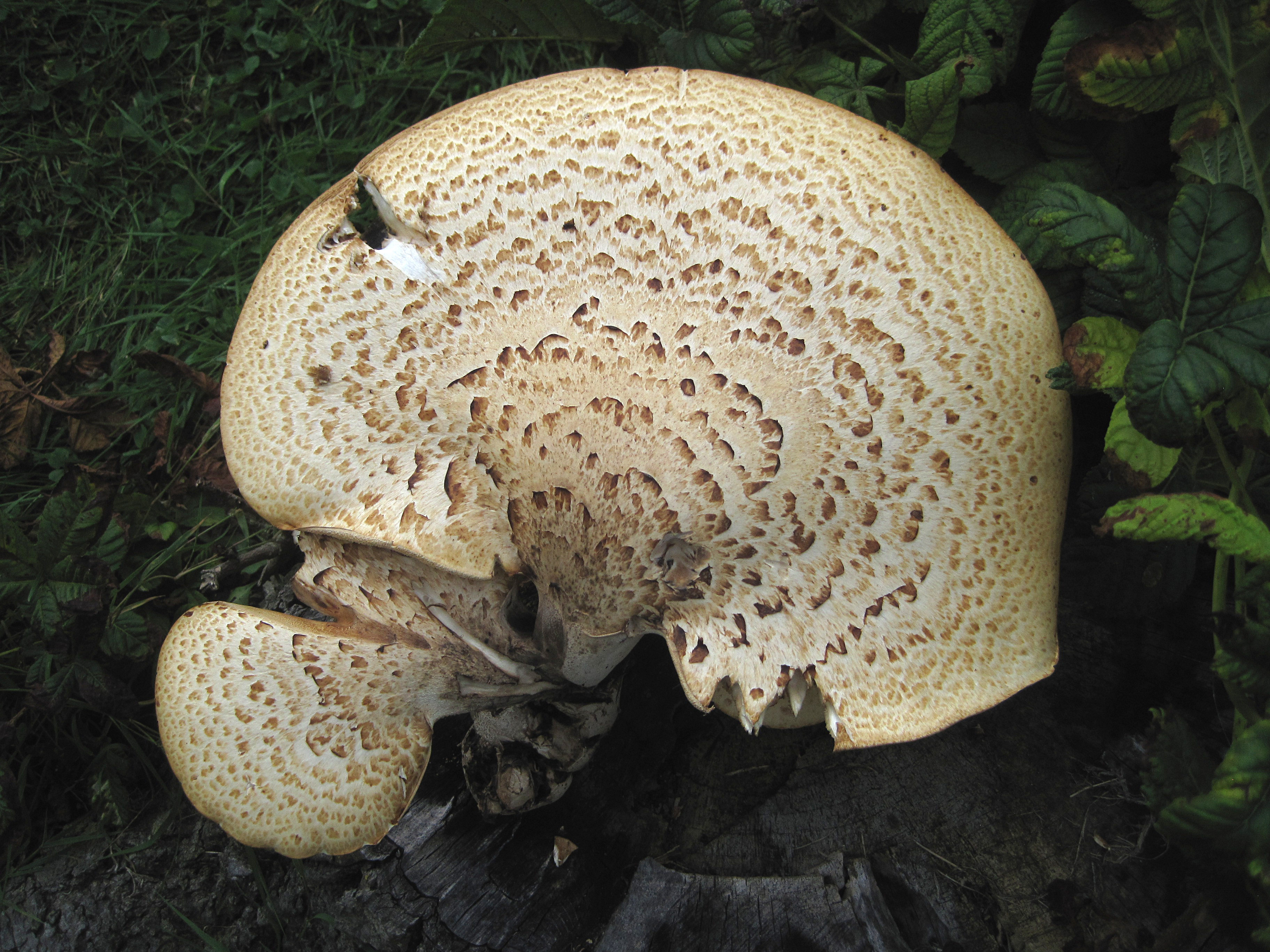
Color amarillo a marrón y tiene "escámulas".

La silla de montar de la dríade es una seta anual que suele encontrarse adherida a troncos y tocones muertos o en árboles vivos de madera dura en un punto con un grueso tallo. Generalmente, el cuerpo del fruto es redondo y tiene entre 8 y 30 centímetros (3-12 pulgadas) de diámetro y hasta 10 cm (4 pulgadas) de grosor. El cuerpo puede ser de color amarillo a marrón y tiene "escámulas" o escamas en su parte superior. En la parte inferior se pueden ver los poros característicos del género Cerioporus; están formados por tubos apretados. Los tubos tienen una longitud de entre 1 y 12 mm (1⁄32 y 15⁄32 pulgadas).
El tallo es grueso y corto, de hasta 5 cm (2 pulgadas) de largo. El cuerpo del fruto produce una impresión de esporas blancas si se coloca sobre una hoja de papel. Las esporas miden 11-15 x 4-5 µm y son elipsoides largas y lisas. Pueden encontrarse solas, en racimos de dos o tres, o formando estantes. Los ejemplares jóvenes son blandos pero se endurecen con la edad. Es especialmente común en olmos muertos y también se encuentra en arces vivos.

## Distribución y hábitat
Este organismo es común y está muy extendido, encontrándose al este de las montañas Rocosas en Estados Unidos y en gran parte de Europa. También se encuentra en Australia y Asia. Suele fructificar en primavera, ocasionalmente en otoño, y raramente en otras estaciones. Muchos buscadores de setas tropiezan con ella cuando buscan colmenillas durante la primavera, ya que ambas tienen épocas de fructificación similares, y este hongo puede alcanzar un tamaño notable de hasta 50 cm (20 pulgadas) de diámetro. Desempeña un papel importante en los ecosistemas forestales al descomponer la madera, normalmente el olmo, el arce plateado o el boj, pero ocasionalmente es un parásito de los árboles vivos. Otros árboles hospedadores son el fresno, el haya, el castaño de Indias, el nogal persa, el tilo, el arce, el álamo, el magnolio y el sauce.

## Comestibilidad y usos
Comestibles cuando son jóvenes. Pueden infestarse de gusanos y volverse firmes, gomosos e incomestibles al madurar. Los libros de cocina que tratan de la preparación suelen recomendar recogerlas cuando son jóvenes, cortarlas en trozos pequeños y cocinarlas a fuego lento. Algunas personas valoran el papel grueso y rígido que puede hacerse con esta y muchas otras setas del género Cerioporus. El olor de la seta recuerda a la corteza de la sandía. Polyporus squamosus tiene un suave sabor a nuez.